# مارلوو (اکلاهما)
مارلوو(به انگلیسی: Marlow) شهری در ایالت اکلاهما کشور ایالات متحده آمریکا است که جمعیت آن در سرشماری سال ۲۰۱۰ میلادی، ۴٬۶۶۲ نفر بوده‌است.